# فهرست ۵۳ نفر
فهرست ۵۳ نفر، اسامی ۵۳ نفر از صاحبان سرمایه است که اموالشان طبق قانون حفاظت و توسعهٔ صنایع ایران شامل مصادرهٔ اموال پس از انقلاب ۱۳۵۷ ایران شد. ۵۱ نفر مشمول بند ب این قانون شده بودند، که با اضافه شدن دو نام دیگر به فهرست، به ۵۳ نفر مشهور شدند.

## فهرست
1. جعفر اخوان
2. محمدتقی توکلی
3. آذر ابتهاج (آذر صنیع)
4. ابوالحسن ابتهاج
5. خسرو ابتهاج
6. مراد اریه
7. عبدالحمید اخوان کاشانی (فروشگاه کورش)
8. عبدالمجید اعلم
9. محمدتقی برخوردار
10. مهدی بوشهری
11. عنایت بهبهانی
12. علی‌اصغر پیروی
13. رکن‌الدین سادات تهرانی
14. حبیب‌الله ثابت
15. علی طرخانی
16. کاظم خسروشاهی (تولید دارو، تولی‌پرس)
17. محمد خسروشاهی
18. احمد خیامی (ایران‌ناسیونال)
19. محمود خیامی
20. مرتضی رحیم‌زاده خویی
21. اسدالله رشیدیان
22. رضا رستگارتهرانی
23. مرتضی رستگارتهرانی
24. علی رضایی
25. محمود رضایی
26. طاهر ضیائی
27. محمد ابونصرعضد
28. علینقی عالیخانی
29. برادران عمیدحضور (کفش بلا)
30. خداداد فرمانفرمائیان
31. عبدالحمید قدیمی نوایی
32. محمود لاجوردی (صنایع بهشهر)
33. احمد لاجوردی
34. اکبر لاجوردیان
35. حبیب لاجوردی
36. قاسم لاجوردی
37. محمدرحیم متقی ایروانی (کفش ملی)
38. مهدی میراشرافی
39. مهدی نمازی
40. سعید هدایت
41. مهدی هرندی
42. منصور یاسینی
43. رسول وهاب‌زاده
44. محمدعلی مهدوی
45. مرتضی رستگار جواهری
46. حسین دانشور
47. رضا رستگار اصفهانی
48. علی شکرچیان
49. رضا شکرچیان
50. علینقی اسدی
51. مراد پناه‌پور
52. حسن هراتی
53. ابراهیم فرین‌راد